# It Came from Outer Space
It Came from Outer Space és una pel·lícula estatunidenca de ciència-ficció de terror del 1953, la primera en 3D d'Universal-International. Fou produïda per William Alland i dirigida per Jack Arnold. Fou protagonitzada per Richard Carlson i Barbara Rush, amb Charles Drake, Joe Sawyer, i Russell Johnson. El guió es basa en el tractament cinematogràfic original de Ray Bradbury "The Meteor" i no, com de vegades s'afirma, una història curta publicada.
It Came from Outer Space explica la història d'un astrònom aficionat i la seva promesa que estan mirant les estrelles al desert quan un gran objecte de foc s'estavella a la Terra. Al lloc de l'accident, descobreixen una nau espacial alienígena rodona just abans de ser enterrada completament per una esllavissada de terra. Quan li diu al xèrif local i a l'editor del diari el que va veure, se'l titlla de boig. En poc temps, comencen a passar coses estranyes i la incredulitat es torna hostil.

## Trama
A principis dels anys 50, l'autor i astrònom aficionat John Putnam (Richard Carlson) i la mestra d'escola Ellen Fields (Barbara Rush) observen un gran accident d'un meteorit prop de la petita ciutat de Sand Rock, Arizona. Desperten un veí, que té un helicòpter, i tots tres volen cap al lloc de l'accident. Putnam baixa al cràter i nota un objecte rodó parcialment enterrat a la fossa del cràter. S'adona, després de veure una escotilla de sis costats tancada, que no es tracta d'un meteorit sinó d'una gran nau espacial alienígena. El soroll de l'escotilla inicia una esllavissada que enterra completament l'embarcació. Més tard, el xèrif de Sand Rock (Charles Drake) i els mitjans de comunicació locals burlen la història de Putnam.
Fins i tot Ellen Fields no està segura de què creure, però tot i així accepta ajudar a Putnam en la seva investigació. Durant els dies vinents, gent local desapareix; uns quants tornen, però actuen distants o semblen una mica atordits i no els mateixos habituals. Convençut per aquests i altres esdeveniments estranys, el xèrif Warren arriba a creure la història de Putnam que el meteorit és en realitat una nau espacial estavellada amb habitants extraterrestres; llavors organitza un grup per caçar els invasors al lloc de l'accident. Putnam, però, espera arribar a una solució pacífica a la crisi que s'acosta. Sol, entra en una mina abandonada propera, que espera que eventualment connecti amb la nau espacial ara soterrada i els seus ocupants alienígenes.
Finalment, Putnam descobreix la nau espacial i s'assabenta del líder alienígena que es van estavellar a la Terra per accident; els extraterrestres semblen benignes i només tenen previst romandre a la Terra el temps suficient per reparar la seva nau danyada i després continuar el seu viatge. L'aspecte real dels extraterrestres, quan finalment es va revelar a Putnam, és completament no humà: són éssers grans, d'un sol ull, gairebé meduses, que semblen lliscar pel terra, deixant un rastre brillant que aviat desapareix. També són capaços de canvi de forma en forma humana per semblar humana i moure's per Sand Rock, sense ser observats, per tal de recollir els seus materials de reparació tan necessaris. Per fer-ho, copien les formes humanes dels habitants locals que han segrestat. En fer-ho, però, no aconsegueixen reproduir les personalitats exactes de la gent del poble, provocant sospita i, finalment, la mort de dos dels extraterrestres.
Ara que han estat descoberts, els extraterrestres han decidit autodestruir-se ells i la seva nau espacial. Putnam raona amb ells i convenç al líder alienígena que, en canvi, acabi les reparacions mentre ell, com a senyal de la bona fe dels alienígenes, porta els captius fora al xèrif. Per protegir els extraterrestres del xèrif i del seu posse, Putnam aconsegueix tancar la mina per donar-los el temps que encara necessiten per acabar les reparacions de la nau espacial.
Poc després la nau espacial alienígena finalment abandona la Terra. La promesa de Putnam, Ellen, li pregunta si han marxat definitivament. Ell respon "No, només de moment. No era el moment adequat per a trobar-nos. Però hi haurà altres nits, altres estrelles per mirar. Tornaran".

## Repartiment
- Richard Carlson com a John Putnam
- Barbara Rush com a Ellen Fields
- Charles Drake com el xèrif Matt Warren
- Joe Sawyer com a Frank Daylon
- Russell Johnson com a George
- Kathleen Hughes com a Jane, la noia de George
- Alan Dexter com a Dave Loring
- Dave Willock com a Pete Davis
- Robert Carson com a Reporter Dugan
- George Eldredge com el Dr. Snell
- Brad Jackson com a Bob, l'assistent del Dr. Snell
- Warren MacGregor com a Toby
- George Selk com a Tom
- Edgar Dearing com a Sam
- William Pullen com a diputat Reed
- Virginia Mullen com a Sra. Daylon
- Dick Pinner com a Lober
- Whitey Haupt com a Perry, un noi[3]

## Producció
El guió de Harry Essex, amb l'aportació de Jack Arnold, es va derivar d'un tractament de pantalla original i llarg per Ray Bradbury; la llegenda de la pantalla diu que Bradbury va escriure el guió i Harry Essex només va canviar el diàleg i es va endur el crèdit. A diferència de les pel·lícules de ciència-ficció de l'època, els "invasors" alienígenes van ser retratats per Bradbury com a criatures encallades a la Terra i sense intencions malintencionades cap a la humanitat. Bradbury va dir: "Volia tractar els invasors com a éssers que no eren perillosos, i això era molt inusual". Va oferir dues històries a l'estudi, una amb extraterrestres maliciosos, l'altra amb extraterrestres benignes. "L'estudi va triar el concepte correcte, i jo el vaig agafar."
El 2004 Bradbury va publicar en un volum les quatre versions del seu tractament de pantalla per a It Came From Outer Space.
El rodatge va tenir lloc a les ciutats de Califòrnia i als voltants de Palmdale, Victorville i el desert de Mojave, així com als escenaris sonors d'Universal.
La partitura musical no acreditada de la pel·lícula va ser composta per Irving Gertz, Henry Mancini i Herman Stein.
El departament de maquillatge d'Universal va presentar dos dissenys alienígenes als executius de l'estudi perquè els consideressin; el disseny rebutjat es va guardar i més tard es va utilitzar com el "Mutant Metaluna" a la pel·lícula de ciència-ficció d'Universal de 1955 This Island Earth.
Els efectes especials de foc creats per a la nau espacial alienígena que s'estavellava consistien en una bola de ferro muntada en filferro amb aleta dorsal, que havia buidat "finestres" per tot arreu per al magnesi ardent a l'interior.
L'escenari d'Arizona i el segrest alienígena del tècnic telefònic i dos personatges més són elements de la història de ficció extrets de la joventut de Bradbury quan el seu pare va traslladar la família a Tucson, on va treballar com a operador de línia telefònica.
La llegenda urbana diu que un extra amb l'uniforme d'un sergent d'estat major de l'exèrcit vist al lloc de l'accident del "meteor" és l'escriptor i intèrpret de comèdia Morey Amsterdam. Tot i que l'extra que s'entrevista breument s'assembla realment a Amsterdam, cap prova contundent (per exemple, registres de l'oficina de trucades del repartiment, entrevistes amb Amsterdam) no ha confirmat mai que aquest fos ell. La reedició en DVD més recent d'It Came from Outer Space arriba amb un documental, The Universe According to Universal. Va ser escrit i dirigit per David J. Skal i té comentaris d'àudio de Tom Weaver, en què Weaver assenyala la semblança de l'extra amb Morey Amsterdam.

## Recepció
It Came from Outer Space es va estrenar el juny de 1953; a finals d'any havia augmentat a 1,6 milions de dòlars en distribuïdors als Estats Units i Canadà, fent-la la 75a que va guanyar més diners de l'any.
Barbara Rush va guanyar el premi Globus d'Or l'any 1954 com la intèrpret femenina més prometedora pel seu paper a la pel·lícula.
La pel·lícula va ser nominada per a Llista de les 10 millors pel·lícules de ciència-ficció d'AFI.
El 1992 Patricia Bosworth va comptar It Came from Outer Space com un dels nombrosos films de propaganda anticomunista de Hollywood dels anys 50 en el qual "els extraterrestres de l'espai exterior serveixen com a metàfores de l'amenaça soviètica". La inclusió de Bosworth de la pel·lícula de l'època de la Guerra de Corea com a propaganda anticomunista està en desacord tant amb The American Film Institute com amb l'autor de la història Ray Bradbury, que va declarar: "Volia tractar els invasors com a éssers que no eren perillosos, i això era molt inusual". Els alienígenes no maten ni resulten ferits a la pel·lícula. Si tenien la intenció de ser substituts de la Unió Soviètica/comunistes, com afirma Bosworth, la seva presència a una ciutat d'Arizona és antitètica a com es representaven els substituts comunistes a les pel·lícules de ciència-ficció de Hollywood durant la Guerra Freda. Bosworth culpa el suïcidi del seu pare l'any 1959 perquè va ser el blanc de la llista negra de Hollywood; el seu pare, l'advocat defensor Bartley Crum, va morir d'una sobredosi d'alcohol i barbitúrics.

### Ressenyes
El crític de cinema "Brog" a Variety va escriure que "La direcció de Jack Arnold crea un aire de suspens en posar el guió de Harry Essex al cinema, i es crea una atmosfera de realitat considerable, que s'aixeca prou bé si la lògica de tot plegat no s'examina massa de prop... [la] història demostra ser una bona ciència-ficció per a la legió d'aficionats al cinema a qui els agrada l'entreteniment de la por ben feta". D'altra banda, la ressenya d'A. H. Weiler a The New York Times va assenyalar que "l'aventura... és només una mica entretinguda, no genial. La nau espacial i la seva improbable tripulació, que mantenen els ciutadans de Sand Rock, Arizona, confusos i aterrits, haurien de tenir el mateix efecte sobre els clients. que es dediquen apassionadament als plats voladors i els gremlins de mida extraordinària".
Des del seu llançament original, la resposta crítica a It Came from Outer Space ha evolucionat, esdevenint sobretot positiva. El crític i historiador del gènere Bill Warren ha escrit que "la direcció vigorosa d'Arnold i les idees intrigants de Bradbury es combinen per produir un clàssic genuí en el seu camp limitat". Jonathan Rosenbaum va descriure la pel·lícula com "[Un] esforç espantós de SF en blanc i negre de 1953". The Aurum Film Encyclopedia: Science Fiction de Phil Hardy' va observar "Camins foscos del desert i moments sobtats de por subratllen l'habilitat d'Arnold com a director de pel·lícules de ciència-ficció, i les línies d'Essex/Bradbury coincideixen perfectament amb les seves imatges". De les ressenyes incloses a Rottentomatoes sobre It Came from Outer Space, al 79% dels crítics els va agradar la pel·lícula. Una de les crítiques negatives, de FilmCritic.com, afirma que la pel·lícula "es mou molt lentament (malgrat un temps d'execució de 80 minuts) perquè la trama és excessivament simplista i sense sorpreses".

## Mitjans domèstics
Universal Studios va restaurar digitalment It Came From Outer Space, i l'octubre de 2016 el va publicar en Blu-ray. La pel·lícula es presenta en el seu 3D original amb so estereofònic de tres pistes. També s'inclou una versió "plana" no 3D en so mono i els tràilers d'estrena en 3D i plana. Per completar el paquet Blu-ray hi ha un documental sobre les pel·lícules en 3D d'Universal i una pista de comentaris de veu "making of".

## Seqüela
El 1996 es va estrenar una seqüela realitzada per a televisió titulada It Came from Outer Space II, protagonitzada per Brian Kerwin, Elizabeth Peña, Jonathan Carrasco, Adrian Sparks, Bill McKinney, Dean Norris, Lauren Tewes, Mickey Jones i Howard Morris. Escrita per Jim i Ken Wheat, va ser dirigit per Roger Duchowny, i va ser el seu treball final abans de retirar-se. La història és essencialment un remake de la primera pel·lícula, amb l'antic resident d'una petita ciutat Jack Putnam (Kerwin) que torna i va presenciar l'aterratge d'una nau alienígena. Aleshores comencen a succeir coses estranyes, els seus veïns es comporten de manera estranya i el poder s'apaga i s'encén.
Escrivint per a The Radio Times, Alan Jones va donar a la pel·lícula una estrella de cinc i la va qualificar d'"actualització desagradable" que va ser "una prova positiva que 40 anys d'avenços tècnics no poden compensar els pobres valors de producció, els personatges avorrits i la manca total d'emocions". Va resumir: "Arxiva això a 'no et molestis'." Leonard Maltin a anomenar l'original "intrigant" i "notablement sobri per a la seva època, amb actuacions nítides i moderació real, fins i tot en l'ús de 3-D" i l'esforç de 1996 "un remake molt inferior, més que la seqüela que suggereix el títol". A New York Daily News, David Bianculli va escriure que "el fet que això és un remake, no una seqüela, però porta el sufix II de totes maneres, és una pista sobre la claredat que estaven pensant els creadors d'aquesta nova versió quan la van fer. En altres paraules, no gaire."